# Katia
Katia  è un nome proprio di persona italiano femminile.

## Varianti
- Femminili: Catia[1][2], Katja[1][3]

### Varianti in altre lingue
- Bulgaro: Катя (Katja)[2]
- Croato: Katja[2]
- Danese: Katja[2]
- Finlandese: Katja[2]
- Francese: Katia[2]
- Inglese: Katya[4], Katia[4], Catya[4], Catia[4]
- Norvegese: Katja[2]
- Olandese: Katja[2]
- Portoghese: Cátia[2]
- Russo: Катя (Katja)[2][4]
- Sloveno: Katja[2]
- Spagnolo: Katia[5]
- Svedese: Katja[2]
- Tedesco: Katja[2]
- Ucraino: Катя (Katja)[2]

## Origine e diffusione
Si tratta di un prestito dal russo Катя (Katja), un ipocoristico di Caterina.
In Italia, negli anni 1970, si contavano 3500 occorrenze del nome, più 1600 circa della forma Catia e una settantina di Katja. Nei paesi anglofoni è usato dal XX secolo.

## Onomastico
L'onomastico si festeggia lo stesso giorno di Caterina, cioè in genere il 29 aprile in onore di santa Caterina da Siena o il 25 novembre in memoria di santa Caterina d'Alessandria.

## Persone
- Katia Bellillo, politica italiana
- Katia Beni, attrice italiana

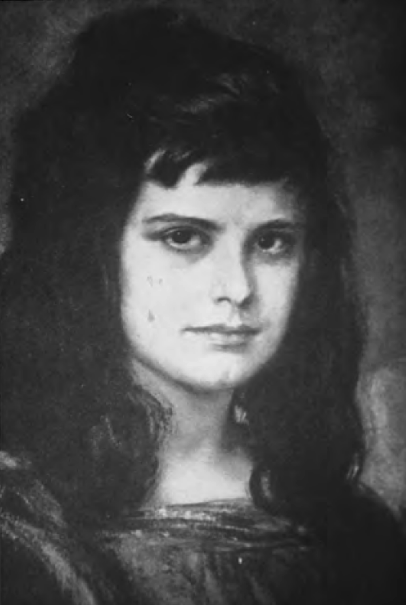
Katia Pringsheim

- Katia Christine, attrice ed ex modella olandese
- Katia Coppola, giocatrice di calcio a 5 ed ex calciatrice italiana
- Katia Follesa, comica, conduttrice televisiva e conduttrice radiofonica italiana
- Katia Krafft, vulcanologa francese
- Katia Pringsheim, moglie di Thomas Mann
- Katia Ricciarelli, soprano e attrice italiana
- Katia Serra, calciatrice italiana

### Variante Katja
- Katja Ebstein, cantante tedesca
- Katja Haller, biatleta italiana
- Katja Kipping, politica tedesca

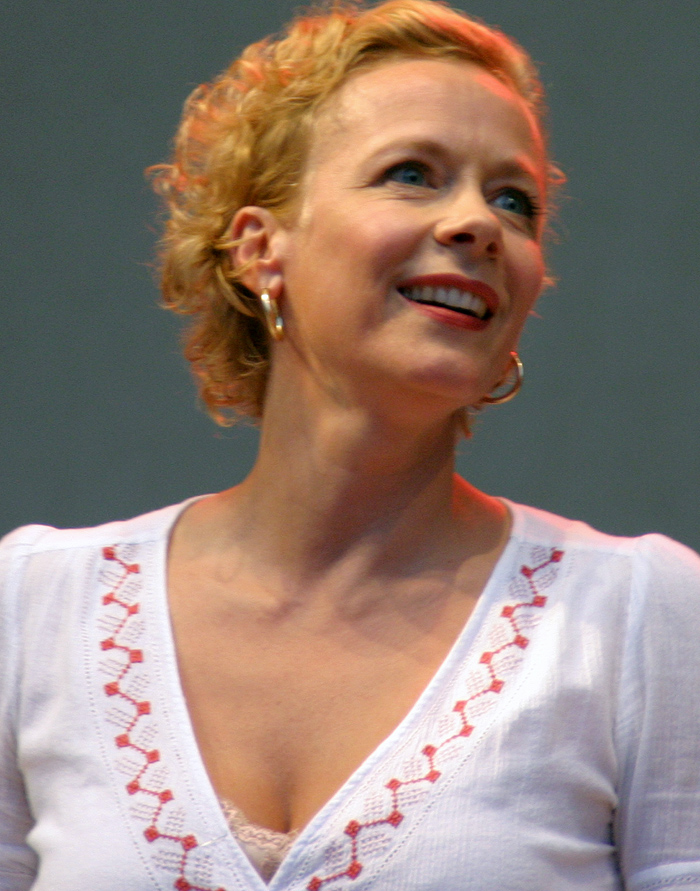
Katja Riemann

- Katja Petrowskaja, scrittrice e giornalista tedesca
- Katja Riemann, attrice, cantante e scrittrice tedesca
- Katja Schuurman, attrice e conduttrice televisiva olandese
- Katja Seizinger, sciatrice alpina tedesca
- Katja Woywood, attrice tedesca

### Variante Catia
- Catia Bastioli, chimica e dirigente d'azienda italiana
- Catia Fonseca, conduttrice televisiva brasiliana

## Il nome nelle arti
- Katia Cammarota è un personaggio della soap opera Un posto al sole.
- Katja Heinemann è un personaggio della soap opera Tempesta d'amore.
- Katia è una canzone di Eugenio Finardi